# 마이크 뉴얼
마이크 뉴얼(Mike Newell, 영어 발음: /ˈnjuːəl/, 1942년 3월 28일 ~ )은 잉글랜드 영화 감독이다. 《네 번의 결혼식과 한 번의 장례식》(1994)로 BAFTA 감독상을 수상하였다.

## 어린 시절
뉴얼은 영국 하트퍼드셔주 세인트올번스에서 아마추어 연기자의 아들로 태어났다. 이후 세인트올번스 스쿨과 모들린 칼리지에 다녔으며, 후에 공연계에 투신할 생각으로 영국 유명 방송사 그라나다 텔레비전에서 3년 연수 교육을 받았다.

## 연출 작품

### 영화
- 철가면 (1977, The Man in the Iron Mask)
- 공포의 피라밋 (1980)
- Bad Blood (1981)
- 낯선 사람과 춤을 (1985)
- 좋은 아버지 (1985, The Good Father)
- 싸이렌트 보이스 (1987, Amazing Grace and Chuck)
- Soursweet (1988)
- 4월의 유혹 (1992)
- 오씨 (1992, Into the West)
- 네 번의 결혼식과 한 번의 장례식 (1994)
- 딥 어드벤처 (1995, An Awfully Big Adventure)
- 도니 브래스코 (1997)
- 에어 콘트롤 (1999)
- 모나리자 스마일 (2003)
- 해리 포터와 불의 잔 (2005)
- 콜레라 시대의 사랑 (2007)
- 페르시아의 왕자: 시간의 모래 (2010)
- 위대한 유산 (2012)
- 건지 감자껍질파이 북클럽 (2018)

### 텔레비전
- The Young Indiana Jones Chronicles (1993)
  - "Istanbul, September 1918" 편
  - "Florence, May 1908" 편